# Nakkila

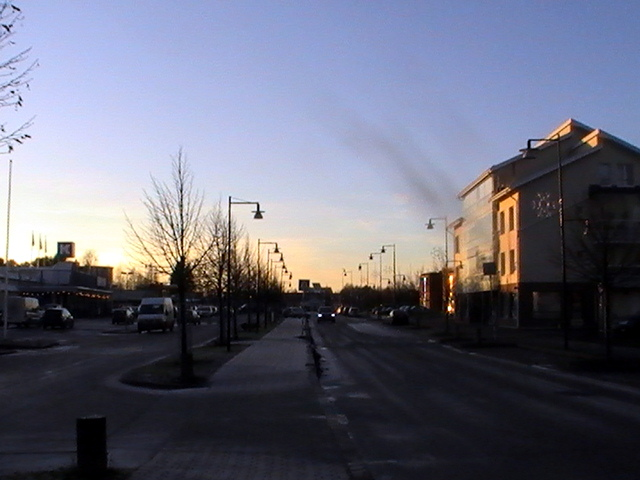
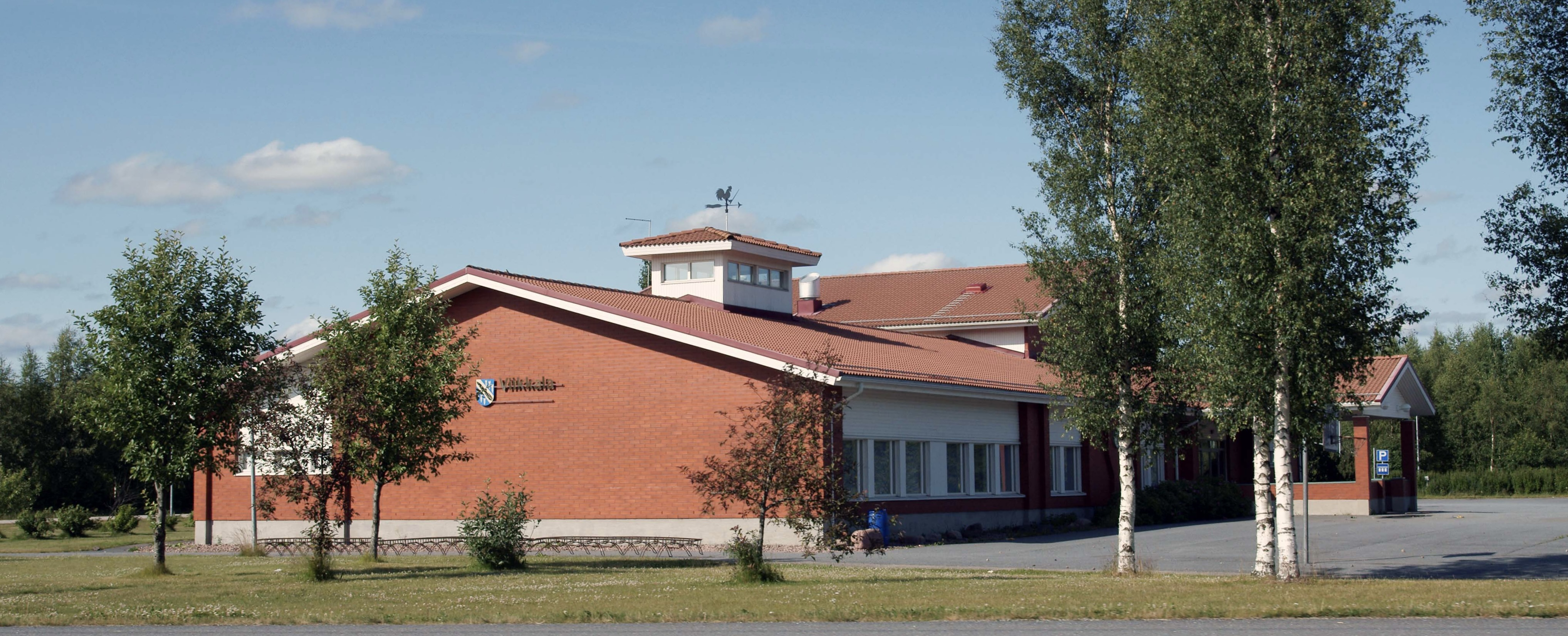

Nakkila is een gemeente in de Finse provincie West-Finland en in de Finse regio Satakunta. De gemeente heeft een landoppervlakte van 182,93 km² en telt 5.072 inwoners (2022).